# Anton Döller
Anton Döller - "Döller de Poprádvölgy " (* 5. leden 1831, Winica, Polsko - † 29. září 1912, Kežmarok, Slovensko ) byl důstojník rakouské armády. Věnoval se národohospodářské a kulturní práci. V hodnosti majora byl pobočníkem arciknižete Josefa.
Od roku 1867, kdy byl penzionován, žil v Kežmarku. Propagoval industrializaci severního Spiše, budování veřejných komunikací. V roce 1873 byl spoluzakladatelem Uherského karpatského spolku. Byl jeho dlouholetým funkcionářem. Spolku předsedal v letech 1873 - 1912. Byl při zakládání Tatranského muzea. Spolu s Mórom Dechym a Janem Stillom uskutečnili prvovýstup Velickou próbou na Gerlachovský štít.
Měl velké zásluhy na rozvoji tatranské turistiky. Byl členem Polského tovarišstva tatranského. Němci a Maďaři nazývali JV vrchol Malého Soliska Döllerovym štítem (Döllerspitze, Dőllercsúcs), Furkotskej Solisko Döllerovou věží (Döllerturm, Döllertorony) a Okrúhle pleso Döllerovým plesem (Döllersee, Döllertó). Döller uveřejnil v regionálním tisku stovky článků o Vysokých Tatrách, propagoval jejich krásy, navrhoval mnohá vylepšení dotýkající se turistiky a nové výstavby. Byl iniciátorem myšlenky vytvoření malých knihoven v šesti tatranských chatách. Zasloužil se o vznik odborné tkalcovské školy v Kežmarku, první svého druhu v Uhersku. Angažoval se v dobročinných organizacích.
13. června 1887 byl Anton Döller povýšen do šlechtického stavu s přídomkem "de Poprádvölgy ". Jeho potomci dodnes žijí v Maďarsku, kam se vystěhovali na počátku 20. století.  